# Selka
Selka ist ein Ortsteil der Stadt Schmölln im Landkreis Altenburger Land in Thüringen.

## Lage
Das Dorf liegt südwestlich von Schmölln und auch am Tal der Sprotte am Rande eines Landschaftsschutzgebietes. Die Gemarkung befindet sich im Gebiet des Ausläufers des Ronneburger Acker- und Bergbaugebietes.
Angrenzende Orte sind im Uhrzeigersinn östlich beginnend Sommeritz und südöstlich Weißbach als Ortsteile von Schmölln sowie westlich Nöbdenitz, nordwestlich Lohma und nördlich Burkersdorf als Ortsteile von Nöbdenitz.

## Geschichte
Die erste urkundliche Erwähnung fand für den Ort am 1. November 1291 statt. Im Jahre 1359 wurde Selka als Lehen der Vögte von Weida erwähnt. Im 14. Jahrhundert wurde erstmals das Rittergut Selka erwähnt, welches sich aus einer mittelalterlichen Höhenburg entwickelt hatte. 1618 kam es zu einer Besitzteilung des Rittergutes, wodurch Ober- und Unterselka entstand, letzteres als eigentliches Rittergut. Das Gut erhielt im 18. Jahrhundert ein Herrenhaus. Im 19. Jahrhundert erfolgte der Neubau des Schlosses.
Selka gehörte zum wettinischen Amt Altenburg, welches ab dem 16. Jahrhundert aufgrund mehrerer Teilungen im Lauf seines Bestehens unter der Hoheit folgender Ernestinischer Herzogtümer stand: Herzogtum Sachsen (1554 bis 1572), Herzogtum Sachsen-Weimar (1572 bis 1603), Herzogtum Sachsen-Altenburg (1603 bis 1672), Herzogtum Sachsen-Gotha-Altenburg (1672 bis 1826). Bei der Neuordnung der Ernestinischen Herzogtümer im Jahr 1826 kam der Ort wiederum zum Herzogtum Sachsen-Altenburg.
Nach der Verwaltungsreform im Herzogtum gehörte Selka bezüglich der Verwaltung zum Ostkreis (bis 1900) bzw. zum Landratsamt Ronneburg (ab 1900). Das Dorf gehörte ab 1918 zum Freistaat Sachsen-Altenburg, der 1920 im Land Thüringen aufging. 1922 kam es zunächst zum Landkreis Altenburg, wurde aber am 1. Januar 1927 in den Landkreis Gera umgegliedert.
Bei der zweiten Kreisreform in der DDR wurden 1952 die bestehenden Länder aufgelöst und die Landkreise neu zugeschnitten. Somit kam Selka zum Kreis Schmölln im Bezirk Leipzig; jener gehörte seit 1990 als Landkreis Schmölln zu Thüringen und ging bei der thüringischen Kreisreform 1994 im Landkreis Altenburger Land auf. Am 1. November 1973 wurde Selka in die Gemeinde Weißbach eingemeindet, welche wiederum am 8. März 1994 in die Stadt Schmölln eingegliedert wurde. Nach der Wende hat sich im Dorf ein Autohaus angesiedelt. Im Jahr 2032 hatte Selka 212 Einwohner.

## Kultur und Sehenswürdigkeiten
Das ehemalige neogotische Schloss aus dem Jahre 1869 wurde am 20. Juli 1948 auf der Grundlage des Befehls Nr. 209 der Sowjetischen Militäradministration in Deutschland gesprengt. Heute existiert nur noch der Westflügel des Schlosses aus dem Jahre 1739, der als Witwensitz diente. Der ursprüngliche Aufteilungsplan zur Bodenreform vom 31. Januar 1948 sah noch den Erhalt des Schlosses vor. Die Abbruchsteine wurden als Baumaterialien für Neubauernhäuser etwas abseits des Ortes, die sogenannte Siedlung, verwendet. Der Park mit Teich wird heute von einem Wanderweg durchzogen. In dem Park existiert noch eine Statue der Jagdgöttin Diana.
Direkt an der Ortsdurchfahrt gelegen befindet sich ein kleiner Vierseithof, ein ehemaliges Handfrongut. All seine Gebäude sind in Fachwerkbauweise errichtet. Das Wohnhaus ist ein Umgebindehaus mit Bohlenstube, des Weiteren existiert noch der Backofenanbau.
Neben dem ehemaligen Rittergut existiert die seit 1994 bestehende Musikkneipe Rock Bock, die restaurierte Ruine des Wirtschaftshofes des Schlosses, in der heute ein Kinderspielplatz untergebracht ist sowie die denkmalgeschützte Dorfkirche Selka.
Abseits des Dorfes nahe an dem Ort Burkersdorf gelegen, befindet sich das Landhotel Leedenmühle, eine ehemalige Wassermühle in Fachwerkbauweise.